# Dorada Island
Dorada Island ist eine Insel im Archipel Südgeorgiens im Südatlantik. Sie ist die mittlere der drei großen Welcome Islands und gehört zu den Brutgebieten des Goldschopfpinguins.
Das UK Antarctic Place-Names Committee benannte sie 2009. Namensgeberin ist die Dorada, ein von 2002 bis 2007 im Dienst der Regierung der britischen Überseegebiete Südgeorgien und die Südlichen Sandwichinseln sowie der Falklandinseln stehendes Schiff für die Fischereiaufsicht.